# 今井優
今井 優（いまい ゆう、1985年4月17日 - ）は、日本の女性シンガーソングライター、タレント。埼玉県出身。身長152cm。女性アイドルグループ・AKB48の元メンバー。

## 略歴
2006年2月26日、「AKB48 第2期追加メンバーオーディション」に合格。同年4月1日、チームKの初代メンバーとして劇場デビューを果たす。
2007年1月28日、チームK公演にてAKB48からの卒業を発表。
2007年3月16日、期間限定の特別ユニット「クレヨンフレンズ from AKB48」のメンバーとして、大島麻衣、浦野一美、野呂佳代、折井あゆみと共に参加。テレビ朝日系「クレヨンしんちゃん」のオープニングテーマのカヴァーに加え、同作出演キャラクターとオープニング内で共演している。
2007年4月、映画「クレヨンしんちゃん 嵐を呼ぶ 歌うケツだけ爆弾!」に、空港の歌劇団員役として出演。
同年6月22日、チームK 3rd Stage「脳内パラダイス」公演の千秋楽をもって、AKB48のメンバーとしての活動を終了。
2014年よりピアノ弾き語りシンガーソングライターとして、楽曲制作やライブ活動を中心に活動。
2016年10月17日、優名義でのシングル「花びらのように」リリース。
2017年4月16日、川越ROTOMでのワンマンライブ公演「ありがとう」にて、前年2016年5月5日に一般人男性と入籍していた事を公表。同日、シングル「ありがとう」をリリース。第一子を身籠っていたため同公演以降、活動を一時休止するが、2022年に活動を再開している。
2020年6月6日、第二子を出産。
2022年3月1日より、配信アプリでのライブ配信活動を開始。以降、2025年3月現在まで一日も休む事なくライブ配信を行っている。
2022年10月14日、日本テレビ系「AKB48 サヨナラ毛利さん」に、仲谷明香、駒谷仁美、松原夏海らと共に出演。
2023年4月15日、川越ROTOMにてワンマンライブ公演「Starting Over」開催。同日、今井優名義の1stシングル「あした晴れたら」をリリース。
2024年4月20日、川越DEPARTUREにてワンマンライブ公演「39〜サンキュ!〜」開催。同日、2ndシングル「I'll be / 私なしでどうか…」と1stミニアルバム「39サンキュ！」が同時リリースされた。
2025年1月26日、Zepp Shinjukuで開催の「OTONOVA 2025 グランプリファイナル」に出演。

## 出演

### テレビ
- 仮面ライダーディケイド（2009年1月25日、テレビ朝日）- 女性客 役
- AKB48 サヨナラ毛利さん（2022年10月14日、日本テレビ）

### テレビアニメ
- クレヨンしんちゃん（2007年3月16日、テレビ朝日）

### 劇場アニメ
- クレヨンしんちゃん 嵐を呼ぶ 歌うケツだけ爆弾!（2007年4月21日公開、東宝） - 空港の歌劇団員 役

### OVA
- ICE（2007年） - ウスハ 役

### ラジオ
- 明日へのトビラ（2016年5月3日、Palau-Links）
- ライオンズクラブ あなたと虹の上で（2022年10月8日、ナナコライブリーエフエム）
- B-STEP TALKING（2023年4月3日、FMびざん）
- ugazinの100㎏ないからガリガリです!（2025年3月27日、狛江FM）
- ウィンディーズマニア!シャバダバ!このみさんに聞いてもらいたいマニアたち（2025年4月8日、市川うららFM）
- Groovin'（2025年5月20日、むさしのFM）

## タイアップ
| 曲名           | タイアップ                                                              |
| -------------- | ----------------------------------------------------------------------- |
| あした晴れたら | 「プレミアム椎茸テンケイコ」イメージソング                              |
| 花びらのように | ラジオドラマ「潮騒と嗚咽」エンディングテーマ                            |
| I'll be        | 市川うららFM「プロジェクト・リーフェリア 虹の架け橋」エンディングテーマ |